# Шабарин, Лев Георгиевич
Лев Георгиевич Шабарин (20 мая 1928 — 5 мая 1997) — советский и российский актёр театра и кино, актёр дубляжа. Заслуженный артист РСФСР (1980).
Наиболее известен озвучиванием Маугли — главного героя цикла из пяти мультфильмов, снятых по мотивам «Книги джунглей» английского писателя Редьярда Киплинга.

## Биография
Родился 20 мая 1928 года.
В 1953 году окончил «Высшее театральное училище (институт) имени М. С. Щепкина при Государственном академическом Малом театре России» и, поступив на работу в Центральный Академический театр Советской армии, проработал в нём всю жизнь. Дебютом стала роль в комедии А. Н. Островского «Не было ни гроша, да вдруг алтын».
После премьеры спектакля «Засада» в мае 1968 года в газете «Московская правда» Б. Волгин писал о его Чапаеве: «Шабарина знали как актера характерного, комедийного. И вдруг — роль яркая, героическая! Смелый шаг режиссуры оказался оправданным. Пожалуй, это самый молодой на нашей сцене Чапаев. Ценно, что артист сумел разносторонне показать народного героя. Мы ощущаем чапаевскую доброту и твердость, сметку и предусмотрительность, чуткость и силу воли, отвагу и ожесточенность в бою».
Помощник режиссёра театра Советской армии В. Бондарева в книге «За кулисами театра» писала: «В спектакле „Счастье мое“ у Шабарина была роль без текста. Но шабаринская человечность и доброта, сливаясь с образом, переходят за рампу, в зал. Как же должен быть наполнен актер, чтобы за его жизнью на сцене зритель следил, затаив дыхание. Вот она, „зона молчания“, о которой говорил А. Д. Попов».
Его первой работой в кино стало озвучивание роли Ганса в мультфильме «Королевские зайцы» 1960 года. В следующем году он сыграл роль Бионделло в художественном телефильме «Укрощение строптивой». Среди озвученных Львом Шабариным персонажей мультфильмов наиболее известной его работой стало озвучивание роли Маугли в 3-5 сериях одноимённого цикла мультфильмов.
Помимо своей основной деятельности на сцене театра Советской армии, Лев Шабарин был талантливым актёром-кукольником. С мимирующей куклой-солдатом Фёдором Тарускиным, работы Екатерины Беклешовой, он выступал во время гастролей театра и на шефских концертах в воинских частях; для него была сделана и «цыганка».
Множество ролей было сыграно Шабариным в радиоспектаклях.
Умер 5 мая 1997 года. Похоронен на Красногорском кладбище.

## Театральные работы
- Андронио — «Учитель танцев»
- «Солдат и Ева» — Безусый юноша
- «Барабанщица» — Сашка
- «Давным-давно» — Француз Лепелетье
- «Ринальдо идет в бой» — Итальянец
- «Засада» — Чапаев
- «Смерть Иоанна Грозного» — Шут

## Фильмография
- 1961 — Укрощение строптивой — Бионделло
- 1969 — Лена Костенецкая (фильм-спектакль)
- 1973 — Ступени (фильм-спектакль) — Юрочка
- 1984 — Стрела Робин Гуда (фильм-спектакль) — Фокс
- 1988 — Радости земные — эпизод

## Озвучивание мультфильмов
- 1960 — Королевские зайцы — Ганс
- 1965 — Пастушка и трубочист — мышонок-оборванец
- 1968 — Малыш и Карлсон — Боссе, брат Малыша
- 1969—1971 — Маугли (3—5 серии) — Маугли
- 1973 — Как кошка с собакой — Ёж-пожарный
- 1980 — Лебеди Непрядвы — Владимир Андреевич, князь серпуховский
- 1981 — Раз — горох, два — горох… — Суслик
- 1983 — Пилюля — Заяц
- 1985 — Сказ о Евпатии Коловрате — рыцарь
- 1990 — В поисках Олуэн — Килух
- 1991 — Подводные береты — радист / вахтенный / попугай / диктор новостей